# Edward Drinker Cope
Edward Drinker Cope (28. července 1840 Filadelfie – 12. dubna 1897 Filadelfie) byl americký anatom a paleontolog, jeden z nejvýznamnějších objevitelů dinosaurů v 19. století.

## Význam
Celkem popsal ohromný počet 136 nových druhů dinosaurů, včetně mnoha obecně známých (Camarasaurus, Amphicoelias nebo Coelophysis). Je také jedním ze dvou hlavních aktérů tzv. války o kosti, která se odehrávala v 70.–90. letech 19. století a kdy soupeřil o co největší počet nově objevených druhů dinosaurů s paleontologem Charlesem Othnielem Marshem. Před jejich érou bylo známo jen několik málo rodů dinosaurů, především z Evropy, po jejich éře stoupl počet známých dinosaurů do stovek. Oba jsou tak právem považováni za velikány paleontologické vědy. Cope se ovšem zdaleka nevěnoval pouze dinosaurům, popsal i stovky jiných fosilních druhů, například permského praobojživelníka rodu Diplocaulus. Po jeho smrti byla některým muzeím odkázána ohromná sbírka fosilního materiálu, který Cope již nestihl zpracovat. Mnohé jím popsané druhy dinosaurů však byly později opuštěny nebo přejmenovány a dnes již nejsou platné (například Agathaumas, Polyonax, Manospondylus, ad.).
Populární americký paleontolog Robert T. Bakker vyjádřil záměr stanovit Copeho lebku typovým exemplářem druhu Homo sapiens. Nikdy však toto své stanovení platně neuveřejnil.

## Obří obratel
V roce 1878 E. D. Cope formálně popsal kolosální obratel neznámého sauropodního dinosaura ze souvrství Morrison (na území státu Colorado), který mu byl zaslán sběratelem Oramelem Lucasem. Dal mu vědecké jméno Amphicoelias fragillimus a předpokládal, že 1,5 metru vysoký fragment hřbetního obratle, který by v kompletním stavu měřil asi 2,5 metru, patřil sauropodovi podobnému rodu Diplodocus. V roce 2018 však Kenneth Carpenter publikoval studii, ve které přichází s domněnkou, že obratel patřil jakémusi neznámému druhu obřího rebbachisaurida a stanovil pro něj jméno Maarapunisaurus fragillimus. Obratel se již krátce po svém objevu a zakreslení Copem pravděpodobně rozpadl a dnes již není k dispozici.

## Kontroverzní názory
Cope měl ze současného pohledu velmi kontroverzní názory, které ale v jeho době (na konci 19. století) byly zcela běžné a obecně uznávané. Byl například silně zaměřen proti hnutí za větší práva žen, které považoval za méně inteligentní a schopné než muže, a nevěřil také v rovnost jednotlivých ras. Dnes bychom jej proto označili za rasistu a šovinistu, ve své době nicméně nijak nevybočoval z řady.